# Idaea paranaria
Idaea paranaria là một loài bướm đêm trong họ Geometridae.